# Heinkel HE 2
Heinkel HE 2 eller Heinkel HE S.II var ett tyskt spaningsflygplan, som konstruerades av Ernst Heinkel. Flygplanet kallades allmänt för Hansa efter sitt nära släktskap med de tyska militära typerna W.29 och W.37 från Hansa und Brandenburgische Flugzeugwerke.
Flygplanet var en vidareutveckling av marinspaningsflygplanet Heinkel HE 1 men med ett större sidroder, ett nykonstruerat motorfundament i stål samt en starkare Rolls-Royce motor. 
I september 1923 fick Marinen ett erbjudande från Svenska Aero AB att köpa tre HE 2, den 27 oktober accepterade Marinen erbjudandet. Delar av flygplanen producerades av Ernst Heinkel Flugzeugwerke i Warnemünde och slutmonteringen skedde i Svenska Aero lokaler på Hästholmen. Av okänd anledning byggde Svenska Aero ett fjärde flygplan av typen samtidigt med de tre som skulle levereras till Marinen. De tre Rolls-Hansorna levererades från Svenska Aero i juli 1924 och fick nummer 42-44. Samtidigt med beställningen av de tre Hansorna beställdes en Fairey III D med samma motortyp för jämförande utprovning. De modernare Hansaflygplanen av monoplantyp bevisade sin sjöduglighet och när dessutom Faireyn slogs sönder i hög sjö efter en nödlandning i juni 1925 framstod Hansorna som klart bästa alternativet som spaningsflygplan för det svenska marinflyget. Den 13 maj 1925 inköptes även den fjärde tillverkade HE 2 från Svenska Aero.
För att hålla uppe sysselsättningen för personalen vid TDS inledde man tillverkningen av en Hansa med Rolls-Roycemotor, licensavgiften 2 400 kronor betalades till Svenska Aero. Flygplanet levererades från Centrala Flygverkstaden i Stockholm (CFS) i maj 1926. 
Rolls-Hansorna blev långlivade och när Flygvapnet bildades överfördes samtliga fem flygplan dit. Ett flygplan havererade 28 juli 1926, och en nytillverkning av en flygplanskropp utfördes av CFS och med delar från det havererade flygplanet och från ett havererat HE 1 levererades ett nytt flygplan till Flygvapnet i april 1927. Detta exemplar fick nummer 442 och kasserades 1934 till följd av förslitning. De sista två flygplanen kasserades inte förrän 1935.  
Flygplanets beteckning Heinkel HE 1 kan orsaka viss förvåning då de flesta Heinkel namnges He. Här står HE för betydelsen Heinkel Eindecker. Vid senare konstruktioner som Heinkel He 115 står He för Heinkel.